# Collegio plurinominale Campania 1 - 02 (2017)
Il collegio elettorale plurinominale Campania 1 - 02 è stato un collegio elettorale plurinominale della Repubblica Italiana per l'elezione della Camera tra il 2017 ed il 2022.

## Territorio
Come previsto dalla legge elettorale italiana del 2017, il collegio era stato definito tramite decreto legislativo all'interno della circoscrizione Campania 1.
Il collegio comprendeva la zona definita dai quattro collegi uninominali Campania 1 - 05 (Napoli), Campania 1 - 06 (Napoli), Campania 1 - 07 (Napoli) e Campania 1 - 08 (Napoli).

## Dati elettorali

### XVIII legislatura
Come previsto dalla legge elettorale, 386 deputati erano eletti in 63 collegi plurinominali con ripartizione proporzionale a livello nazionale tra le coalizioni e le singole liste che avessero superato la soglia di sbarramento stabilita.
Nel collegio venivano eletti 9 deputati.
| Liste          | Liste                                       | Proporzionale | Proporzionale | Proporzionale | Maggioritario | Maggioritario | Maggioritario |  |
| Liste          | Liste                                       | Voti          | %             | Seggi         | Voti          | %             | Seggi         |  |
| -------------- | ------------------------------------------- | ------------- | ------------- | ------------- | ------------- | ------------- | ------------- |  |
|                | Movimento 5 Stelle                          | 232 632       | 52,64         | 3             | 232 632       | 52,64         | 4             |  |
|                | Forza Italia                                | 70 905        | 16,04         | 1             | 98 404        | 22,27         | –             |  |
|                | Fratelli d'Italia                           | 12 189        | 2,76          | –             | 98 404        | 22,27         | –             |  |
|                | Lega                                        | 11 215        | 2,54          | –             | 98 404        | 22,27         | –             |  |
|                | Noi con l'Italia – UDC                      | 4 095         | 0,93          | –             | 98 404        | 22,27         | –             |  |
|                | Partito Democratico                         | 65 113        | 14,73         | 1             | 76 200        | 17,24         | –             |  |
|                | +Europa                                     | 8 068         | 1,83          | –             | 76 200        | 17,24         | –             |  |
|                | Italia Europa Insieme                       | 1 597         | 0,36          | –             | 76 200        | 17,24         | –             |  |
|                | Civica Popolare                             | 1 422         | 0,32          | –             | 76 200        | 17,24         | –             |  |
|                | Liberi e Uguali                             | 14 653        | 3,32          | –             | 14 653        | 3,32          | –             |  |
|                | Potere al Popolo!                           | 13 063        | 2,96          | –             | 13 063        | 2,96          | –             |  |
|                | Il Popolo della Famiglia                    | 2 700         | 0,61          | –             | 2 700         | 0,61          | –             |  |
|                | CasaPound                                   | 2 019         | 0,46          | –             | 2 019         | 0,46          | –             |  |
|                | Italia agli Italiani (FN - MSFT)            | 1 152         | 0,26          | –             | 1 152         | 0,26          | –             |  |
|                | Per una Sinistra Rivoluzionaria (PCL - SCR) | 619           | 0,14          | –             | 619           | 0,14          | –             |  |
|                | Partito Repubblicano Italiano – ALA         | 504           | 0,11          | –             | 504           | 0,11          | –             |  |
| Totale         | Totale                                      | 441 946       | 100           | 5             | 441 946       | 100           | 4             |  |
|                |                                             |               |               |               |               |               |               |  |
| Schede bianche | Schede bianche                              | 6 947         | 1,40          |               |               |               |               |  |
| Schede nulle   | Schede nulle                                | 10 829        | 2,18          |               |               |               |               |  |
| Votanti        | Votanti                                     | 497 664       | 69,39         |               |               |               |               |  |
| Elettori       | Elettori                                    | 717 152       |               |               |               |               |               |  |

## Eletti

### Eletti nei collegi uninominali
Eletti nel Movimento 5 Stelle
| Collegio uninominale          | Eletto | Eletto          | Partito |
| ----------------------------- | ------ | --------------- | ------- |
| 5. Napoli San Carlo all'Arena |        | Doriana Sarli   | M5S     |
| 6. Napoli Ponticelli          |        | Rina De Lorenzo | M5S     |
| 7. Napoli San Lorenzo         |        | Raffaele Bruno  | M5S     |
| 8. Napoli Fuorigrotta         |        | Roberto Fico    | M5S     |

1. ↑  In data 19.02.2021 aderisce al gruppo misto, non iscritti; in data 08.02.2022 alla componente «Manifesta, Potere al Popolo, Partito della Rifondazione Comunista - Sinistra Europea».
2. ↑  In data 27.10.2020 aderisce al gruppo Liberi e Uguali-Articolo 1-Sinistra Italiana.

### Eletti nella quota proporzionale
| Movimento 5 Stelle                               | Forza Italia  | Partito Democratico |
| ------------------------------------------------ | ------------- | ------------------- |
|                                                  |               |                     |
| Gilda Sportiello Alessandro Amitrano Flora Frate | Mara Carfagna | Paolo Siani         |

1. ↑  In data 21.06.2022 aderisce al gruppo Insieme per il futuro.
2. ↑  In data 04.02.2020 aderisce al gruppo misto, non iscritti; in data 26.11.2020 alla componente «Azione-+Europa-Radicali Italiani»; in data 25.05.2021 torna nei non iscritti; in data 23.12.2021 aderisce al gruppo Italia Viva - Italia C'è.
3. ↑  In data 27.07.2022 aderisce al gruppo misto, non iscritti.